# Жребино
Жребино е село в Югоизточна България. То се намира в община Елхово, област Ямбол.

## История
Старото име на селото е Башатлий.

## Редовни събития
- Събор в последната събота на май.